# Idolino

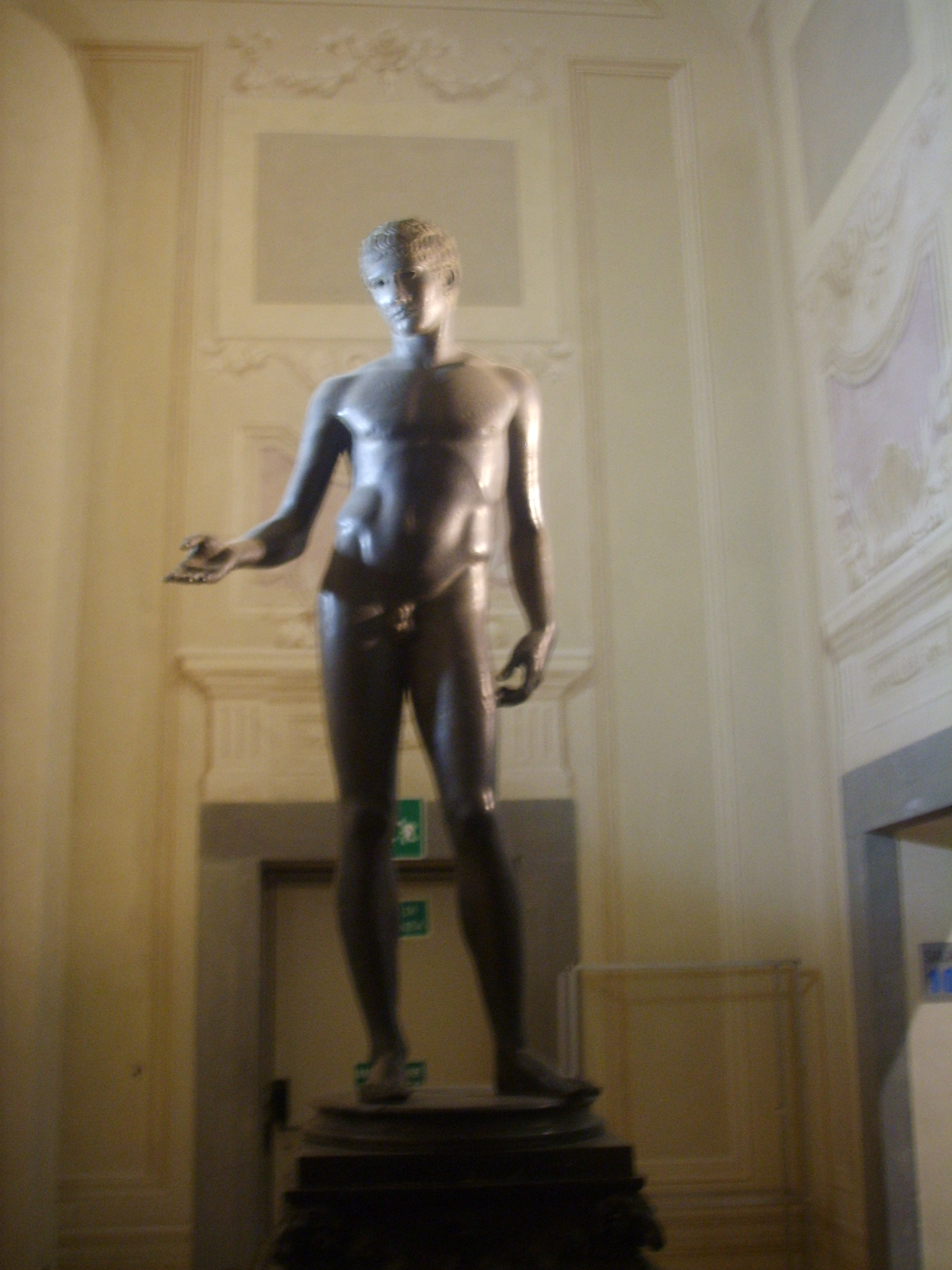
Idolino

Idolino vagy pesarói Idolino egy római kori 146 centiméter magas bronzszobor. Egy korábbi, i.e. 5. századból származó hellenisztikus szobor részleges másolata. Az eredetileg egy áldozati csészét tartó, ruhátlan ifjút ábrázoló szobor két részből áll: egy Polükleitosznak tulajdonított fej másolatából, valamint egy klasszicisztikus testből. Egyike a legismertebb császárkori eklektikus alkotásoknak. A szobrot 1530-ban találták Pesaróban. Ma Firenzében őrzik, a Régészeti Múzeumban.